# La nostra vita
Pour plus de détails, voir Fiche technique et Distribution.
La nostra vita est un film franco-italien réalisé par Daniele Luchetti et sorti le 21 mai 2010 en Italie et le 6 avril 2011 en Belgique et en France. 
Le film est sélectionné en compétition officielle au Festival de Cannes 2010 où il vaut à Elio Germano le prix d'interprétation masculine, ex æquo avec Javier Bardem pour Biutiful.

## Synopsis
Le combat d'un homme, Claudio, face au deuil brutal de son épouse, Elena. Entre gros coups durs et petites combines, il trouvera dans le soutien de son clan (frère, sœur et amis) la force et le courage suffisant pour préserver la joie de vivre de ses enfants.

## Fiche technique
- Titre : La nostra vita
- Réalisation : Daniele Luchetti
- Scénario : Daniele Luchetti, Sandro Petraglia et Stefano Rulli
- Photographie : Claudio Collepiccolo
- Montage : Mirco Garrone
- Musique : Franco Piersanti
- Direction artistique : Ludovica Ferrario
- Décors : Giancarlo Basili
- Costumes : Maria Rita Barbera
- Pays d'origine :  Italie |  France
- Langue : italien, roumain
- Budget : 6 200 000 $
- Genre : drame
- Dates de sortie :
  - 21 mai 2010  Italie
  - 6 avril 2011  Belgique
  - 6 avril 2011  France

## Distribution
- Elio Germano : Claudio
- Raoul Bova : Piero, le frère aîné de Claudio
- Giorgio Colangeli : Porcari, le patron de Claudio sur le chantier
- Alina Madalina Berzunteanu : Gabriela, immigrée roumaine
- Marius Ignat : Andrei, le fils de Gabriela
- Isabella Ragonese : Elena, la femme de Claudio
- Stefania Montorsi : Loredana, la sœur de Claudio et Piero
- Luca Zingaretti : Ari, trafiquant en fauteuil, ami de Claudio
- Awa Ly : Celeste, la compagne sénégalaise d'Ari
- Emiliano Campagnola : Vittorio
- Ahmed Hafiene : Copertone